# Juror No. 2
Juror #2 (bra: Jurado N°2) é um filme de suspense norte-americano de 2024, dirigido por Clint Eastwood, escrito por Jonathan Abrams é estrelado por Nicholas Hoult, Toni Collette, J. K. Simmons e Kiefer Sutherland.

## Premissa
Jurado #2 é um thriller repleto de tensão e dilemas morais. Passa-se no meio de um julgamento de homicídio de alto nível e centra-se na personagem Justin Kemp (Hoult). Kemp é escolhido como jurado no caso, juntamente com outros cidadãos. Kemp, um pai, rapidamente se verá confrontado com um grave dilema moral quando chegar à conclusão de que poderá ter sido o responsável pela morte violenta da vítima. Pois é um facto que o obriga, enquanto jurado, a fazer uma declaração: ou opta por manipular para condicionar o veredicto ou decide diretamente revelar a verdade e impedir, sem se incriminar, o arguido James Sythe (Basso) de receber a sentença.

## Elenco
- Nicholas Hoult como Justin Kemp
- Toni Collette   como Faith Killebrew
- J. K. Simmons como Harold
- Kiefer Sutherland como Larry Lasker
- Zoey Deutch como Allison "Ally" Crewson, esposa de Justin.
- Gabriel Basso como James Sythe, acusado do caso.
- Francesca Eastwood como Kendall Carter, a vítima.
- Leslie Bibb como Denice Aldworth
- Chris Messina como Eric Resnik

## Produção
Foi anunciado em abril de 2023 que Clint Eastwood havia definido o projeto como seu próximo filme, com Nicholas Hoult e Toni Collette em negociações para estrelar. Eles foram confirmados no mês seguinte, com Zoey Deutch e Kiefer Sutherland também se juntando ao elenco, e Gabriel Basso entrando em negociações para um papel. Em junho, Leslie Bibb foi adicionada ao elenco. Em novembro, Chris Messina se juntou ao elenco enquanto Basso também foi confirmado. J. K. Simmons, Amy Aquino, Adrienne C. Moore, Cedric Yarbrough, Chikako Fukuyama e Onix Serrano foram adicionados ao elenco em dezembro.
A produção começou em junho de 2023, com locais de filmagem incluindo Savannah e Los Angeles, antes de ser suspensa em julho devido à greve da SAG-AFTRA de 2023. A produção foi retomada em novembro após o fim da greve.